# 시부야 쓰바사
시부야 쓰바사(일본어: 渋谷 飛翔, 1995년 1월 27일~)는 일본의 축구 선수이다.

## 구단 경력
그는 2013년부터 J리그의 요코하마 FC, 나고야 그램퍼스, 방포레 고후에서 뛰었다.